# Phylloscopus herberti
Espèce
Synonymes
- Phylloscopus herberti[2]
- Seicercus herberti (Alexander, 1903) (préféré par Avibase)[2]

Statut de conservation UICN

 LC  : Préoccupation mineure

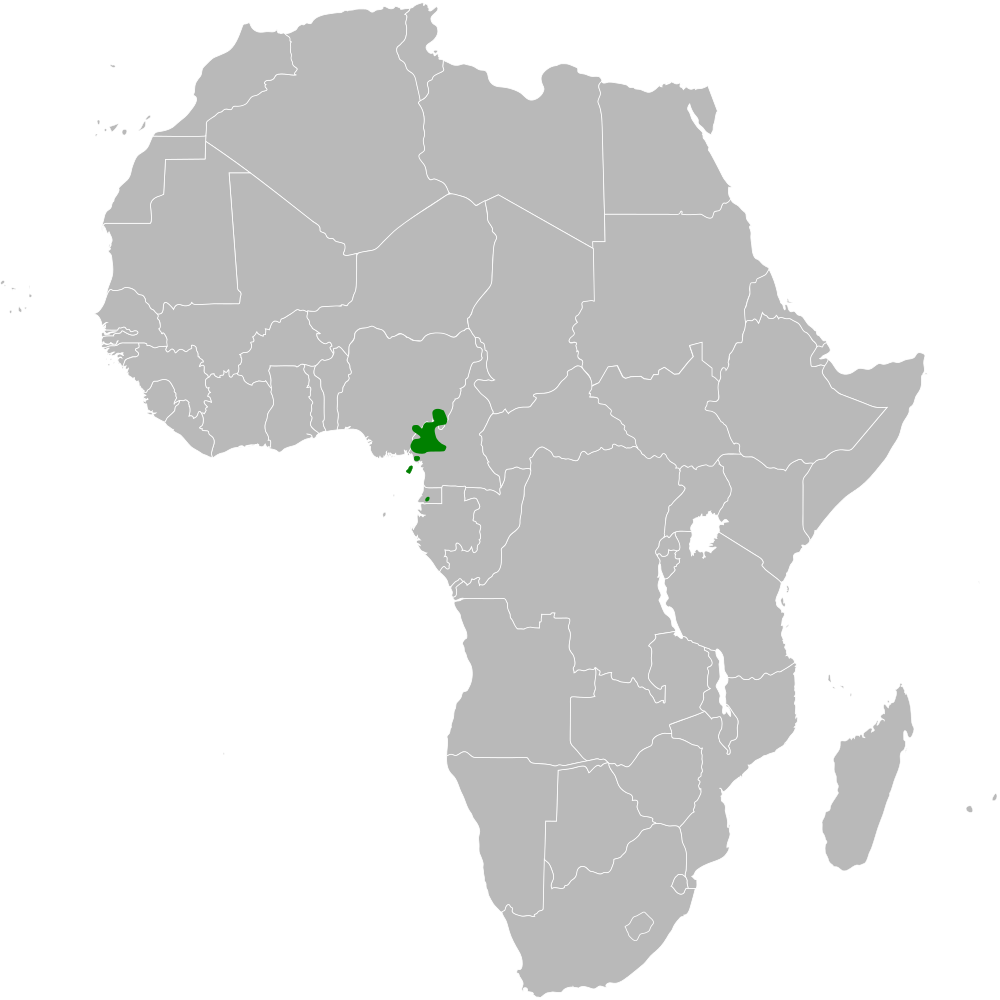
Aire de répartition

Le Pouillot à tête noire (Phylloscopus herberti) est une espèce d'oiseaux de la famille des Phylloscopidae.

## Répartition et sous-espèces
Selon la classification de référence du Congrès ornithologique international (version 15.1, 2025) il se répartit en deux sous-espèces :
- Phylloscopus herberti herberti (Alexander, 1903) — Bioko et Guinée équatoriale ;
- Phylloscopus herberti camerunensis (Alexander, 1909) — Grassland (Cameroun).